# Miss Italia 1970
Miss Italia 1970 si svolse a Salsomaggiore Terme, il 29 e il 30 agosto 1970. Vinse la sedicenne Alda Balestra di Trieste. L'organizzazione fu diretta da Enzo Mirigliani.

## Risultati
| Risultato finale | Concorrente          |
| ---------------- | -------------------- |
| Miss Italia 1970 | - – Alda Balestra    |
| 2ª classificata  | - – Rosanna Barbieri |
| 3ª classificata  | - Anna Maria Rizzoli |
| Miss Cinema      | - – Diana Scapolan   |
| Miss Eleganza    | - – Marika Depoi     |

## Concorrenti
01) Elena Pimpinelli (Miss Cinema Umbria)

02) Nadia Coccoli (Miss Cinema Sardegna)

03) Anna Carrara (Miss Cinema Valle d'Aosta)

04) Goffreda Lombardo (Miss Cinema Lazio)

05) Albarosa Mancini (Miss Cinema Puglia)

06) Maria Adele Falzone (Miss Cinema Sicilia)

07) Sonia Gagali (Miss Cinema Calabria)

08) Evelina Negri (Miss Cinema Campania)

09) Morena Zaccarelli (Miss Cinema Lombardia)

10) Giusy Mutti (Miss Cinema Toscana)

11) Floriana Ciani (Miss Cinema Romagna)

12) Manuela Panciroli (Miss Cinema Emilia)

13) Grazia Contegno (Miss Cinema Liguria)

14) Rossella Lanzilao (Miss Eleganza Puglia)

15) Dalia Elagi (Miss Eleganza Calabria)

16) Marianna Pirrone (Miss Eleganza Sardegna)

17) Beatrice Amendolara (Miss Eleganza Emilia)

18) Flory Molinari (Selezione Fotografica)

19) Raffaella Bolognesi (Selezione Fotografica)

20) Silvia Spinozzi (Selezione Fotografica)

21) Marika Depoi (Selezione Fotografica)

22) Giovanna Bellon (Selezione Fotografica)

23) Patrizia Luparia (Selezione Fotografica)

24) Diana Scapolan (Miss Lombardia)

25) Maria Gallo (Miss Calabria)

26) Marina Repossi (Miss Veneto)

27) Daniela Sica (Miss Abruzzo)

28) Bruna Muò (Miss Piemonte)

29) Patrizia Dheò (Miss Puglia)

30) Rosanna Barbieri (Miss Emilia)

31) Alda Balestra (Miss Friuli Venezia Giulia)

32) Silvana Colombo (Miss Valle d'Aosta)

33) Claudia Raffaella Marchini (Miss Marche)

34) Lina Porrello (Miss Umbria)

35) Concetta D'Amore (Miss Sicilia)

36) Dina Marte (Miss Toscana)

37) Maria Montefusco (Miss Campania)

38) Katia Faccini (Miss Trentino Alto Adige)

39) Maria Luisa Longo (Miss Lazio)

40) Yvonne Winsser Falchi (Miss Sardegna)

41) Vittoria Geddo (Miss Romagna)

42) Rosanna Crotti (Miss Liguria)

43) Maria Teresa Bazzi (Bella dei Laghi)

44) Tiziana Guidi (La Bella dell'Adriatico)

45) Bianca Drago (Miss Riviera Ligure)

46) Carla Sangiacomo (Selezione Grand Hotel)

47) Anna Maria Rizzoli (Selezione Grand Hotel)

48) Maria Fiorentino (Selezione Grand Hotel)

49) Elena Oddo (Selezione Grand Hotel)

50) Amelia Franceschini (Selezione Grand Hotel)

51) Naiba Pedersoli (Selezione Grand Hotel)

52) Mirella Panetti (Selezione Grand Hotel)

53) Manuela Poggio (Selezione Grand Hotel)

54) Eleonora Brescia (Selezione Grand Hotel)